# Tim Berrett
Tim Berrett, född 23 januari 1965, är en friidrottare från Kanada. Han deltog vid olympiska sommarspelen 1992, olympiska sommarspelen 1996, olympiska sommarspelen 2000, olympiska sommarspelen 2004 och olympiska sommarspelen 2008.